# Бруней на літніх Олімпійських іграх 2004
Бруней брав участь в Літніх Олімпійських іграх 2004 року в Афінах (Греція) в четвертий раз за свою історію, але не завоював жодної медалі. Збірну країни представляв один легкоатлет.

## Легка атлетика
Спортсменів — 1
Чоловіки
| Джиммі Анак Ахар | 1500м | 4.14,11 | 13 | Не пройшов | Не пройшов | Не пройшов | Не пройшов | Не пройшов | Не пройшов |